# Heute nacht

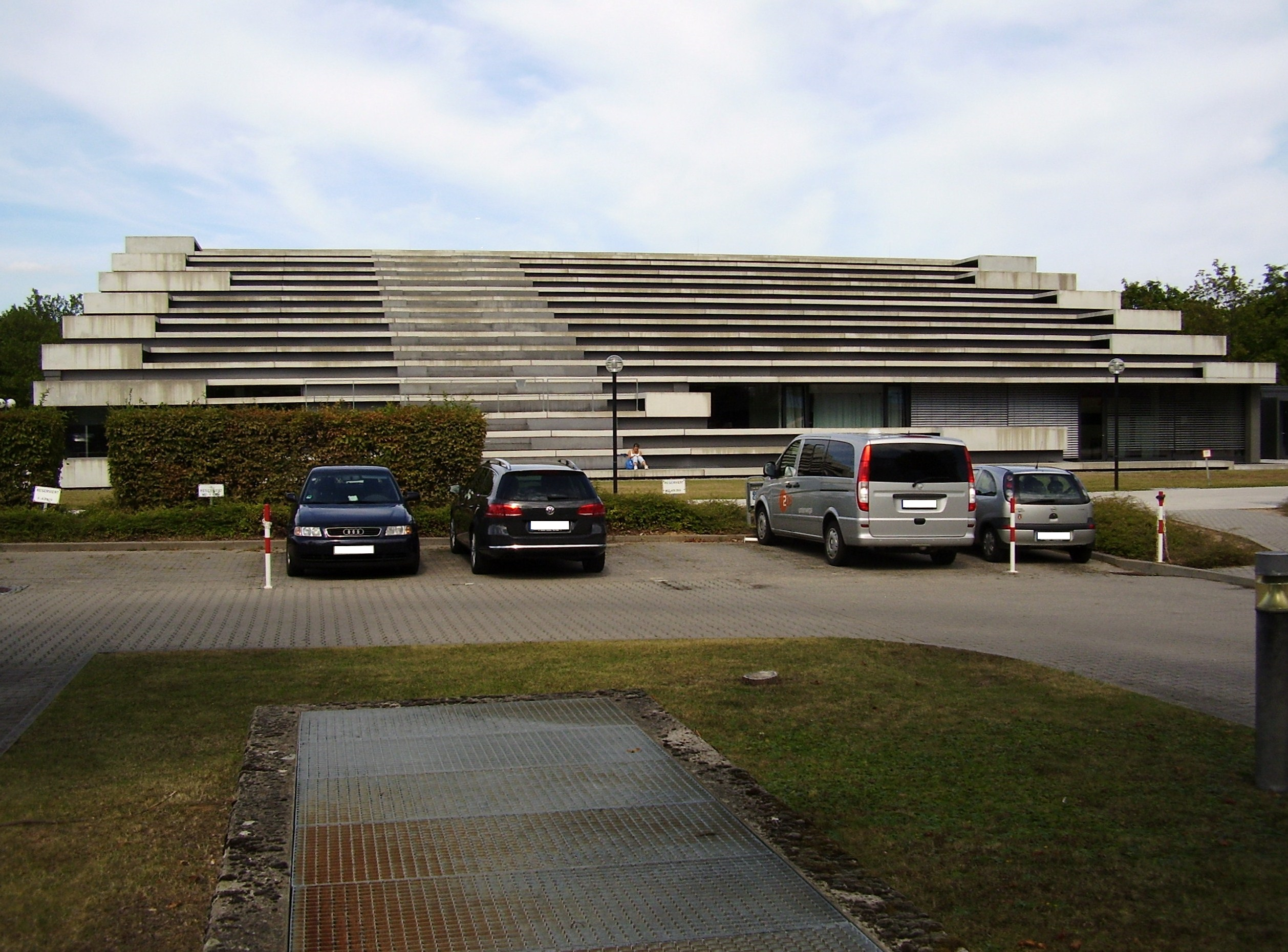
Das ZDF-Nachrichtenstudio in Mainz-Lerchenberg

heute nacht war eine wochentägliche Nachrichtensendung im ZDF.

## Sendung
Die Sendung heute nacht wurde erstmals am 4. Oktober 1994 im ZDF ausgestrahlt. Sie wurde von Montag bis Freitag gegen Mitternacht gesendet. Die Sendung galt als Nachtausgabe der heute-Nachrichten und hatte meistens eine Dauer von 15 Minuten. heute nacht beschäftigte sich mit Themen und Schlagzeilen aus aller Welt.
Bis zum Ende des Jahres 2011 wurden zudem nachfolgende Nachrichtensendungen des ZDF in Kürze und in regelmäßigen Abständen über die Nacht bis zum Morgenmagazin um 5:30 Uhr verteilt präsentiert, wobei der Sprecher im Nachrichtenstudio saß und die Meldungen mit Einspielungen von Bildern in kurzer Version verkündete. Die Wetterkarten für die nächsten Stunden wurden zum Schluss des Überblicks gezeigt. Ab 2012 fielen diese Sendungen weg.
Mit der letzten Ausgabe am 15. Mai 2015 wurde heute nacht eingestellt. Von Mai 2015 bis Juni 2020 wurde die Sendung durch das Nachrichtenmagazin heute+ ersetzt, seit September 2020 durch heute journal up:date.

## Moderatoren
| Moderator                      | Einstieg | Ausstieg |
| Nina Ruge                      | 1994     | 1997     |
| Marina Ruperti                 | 1994     | 1995     |
| Susanne Conrad                 | 1996     | 1998     |
| Günther Neufeldt               | 1997     | 2000     |
| Hansjürgen Piel                | 1997     | 1997     |
| Eckart Gaddum                  | 1999     | 2001     |
| Jan Schulte-Kellinghaus        | 1999     | 2000     |
| Thomas Kausch                  | 2000     | 2004     |
| Marietta Slomka                | 2000     | 2001     |
| Anja Charlet                   | 2001     | 2003     |
| Caroline Hamann                | 2003     | 2005     |
| Thorsten Schaubrenner          | 2004     | 2005     |
| Annika de Buhr                 | 2005     | 2009     |
| Normen Odenthal                | 2005     | 2015     |
| Ralph Szepanski                | 2008     | 2015     |
| Kay-Sölve Richter              | 2009     | 2011     |
| Katja Streso                   | 2010     | 2014     |
| Heinz Wolf                     | 2010     | 2015     |
| Ina Bergmann                   | 2011     | 2013     |
| Christina von Ungern-Sternberg | 2013     | 2014     |
| Andreas Klinner                | 2014     | 2015     |
| Carsten Rüger                  | 2014     | 2015     |
| Catherine Vogel                | 2014     | 2015     |
| Gundula Gause                  | 2015     | 2015     |